# 2016-os UEFA-bajnokok ligája-döntő
A 2016-os UEFA-bajnokok ligája-döntő az európai labdarúgó-klubcsapatok legrangosabb tornájának 24., jogelődjeivel együttvéve a 61. döntője. A mérkőzést a milánói San Siróban rendezik 2016. május 28-án. A mérkőzés győztese részt vesz a 2016-os UEFA-szuperkupa döntőjében, ahol az ellenfél a 2015–2016-os Európa-liga győztese lesz, valamint a 2016-os FIFA-klubvilágbajnokságra is kijut.

## Helyszín
A San Siro stadiont 2014. szeptember 18-án választották a döntő helyszínéül. Ez az AC Milan, illetve az Internazionale stadionja. Korábban az 1965-ös BEK-döntő, az 1970-es BEK-döntő és a 2001-es BL-döntő helyszíne volt.

## Résztvevők
A döntő egyik résztvevője a spanyol Real Madrid. A Real korábban 10-szer nyerte meg a BL-t, vagy az elődjének számító BEK-et: az első öt kiírást (1956–1960), majd 1966-ban, 1998-ban, 2000-ben, 2002-ben és 2014-ben. A másik résztvevő a szintén spanyol Atlético Madrid. Az Atlético korábban még nem nyert BEK-et illetve BL-t. A BEK 1973–74-es és a BL 2013–2014-es kiírásban a döntőig jutott.
A BEK-ben a Real és az Atlético korábban az 1958–1959-es bajnokcsapatok Európa-kupája elődöntőjében játszott egymással. A két mérkőzés összesítése 2–2-es döntetlen lett, az akkori szabályok szerint egy harmadik mérkőzést kellett játszani. Az újabb mérkőzést a Real nyerte 2–1-re.
A 2014-es BL-döntőben is egymás ellen játszottak, akkor a Real Madrid hosszabbítás után 4–1-re győzött.

## A mérkőzés
| 2016. május 28. 20:45 (CEST) |

| Real Madrid                        | 1–1 (h. u.)                 | Atlético de Madrid           |
| ---------------------------------- | --------------------------- | ---------------------------- |
| Ramos 15'                          | (1–0, 1–1, 1–1) Jegyzőkönyv | Carrasco 79'                 |
| Büntetőpárbaj                      |                             |                              |
| Vázquez Marcelo Bale Ramos Ronaldo | 5–3                         | Griezmann Gabi Saúl Juanfran |

| San Siro, Milánó Nézőszám: 71 942 Játékvezető: Mark Clattenburg (angol) |

| GK              | 1  | Keylor Navas       | 47'   |     |
| RB              | 15 | Daniel Carvajal    | 11'   | 52' |
| CB              | 4  | Sergio Ramos (csk) | 90+3' |     |
| CB              | 3  | Pepe               | 112'  |     |
| LB              | 12 | Marcelo            |       |     |
| DM              | 14 | Casemiro           | 79'   |     |
| RM              | 19 | Luka Modrić        |       |     |
| LM              | 8  | Toni Kroos         |       | 72' |
| RF              | 11 | Gareth Bale        |       |     |
| CF              | 9  | Karim Benzema      |       | 77' |
| LF              | 7  | Cristiano Ronaldo  |       |     |
| Cserék:         |    |                    |       |     |
| GK              | 13 | Kiko Casilla       |       |     |
| DF              | 6  | Nacho              |       |     |
| DF              | 23 | Danilo             | 93'   | 52' |
| MF              | 10 | James Rodríguez    |       |     |
| MF              | 18 | Lucas Vázquez      |       | 77' |
| MF              | 22 | Isco               |       | 72' |
| FW              | 20 | Jesé Rodríguez     |       |     |
| Edző:           |    |                    |       |     |
| Zinédine Zidane |    |                    |       |     |

| GK            | 13 | Jan Oblak                 |       |      |
| RB            | 20 | Juanfran                  |       |      |
| CB            | 15 | Stefan Savić              |       |      |
| CB            | 2  | Diego Godín               |       |      |
| LB            | 3  | Filipe Luís               |       | 109' |
| RM            | 17 | Saúl                      |       |      |
| CM            | 14 | Gabi (csk)                | 90+3' |      |
| CM            | 12 | Augusto Fernández         |       | 46'  |
| LM            | 6  | Koke                      |       | 116' |
| SS            | 7  | Antoine Griezmann         |       |      |
| CF            | 9  | Fernando Torres           | 61'   |      |
| Cserék:       |    |                           |       |      |
| GK            | 1  | Miguel Ángel Moyà         |       |      |
| DF            | 19 | Lucas Hernández           |       | 109' |
| DF            | 24 | José María Giménez        |       |      |
| MF            | 5  | Tiago Mendes              |       |      |
| MF            | 21 | Yannick Ferreira Carrasco |       | 46'  |
| MF            | 22 | Thomas Partey             |       | 116' |
| FW            | 16 | Ángel Correa              |       |      |
| Edző:         |    |                           |       |      |
| Diego Simeone |    |                           |       |      |

| A mérkőzés játékosa: Sergio Ramos (Real Madrid) |

| Asszisztensek: Simon Beck (angol) Jake Collin (angol) Anthony Taylor (angol) Andre Marriner (angol) Negyedik játékvezető: Kassai Viktor (magyar) Tartalék játékvezető: Stuart Burt (angol) | Szabályok - 90 perc játékidő. - 30 perc hosszabbítás, ha szükséges. - Büntetőpárbaj, ha szükséges. - Hét megnevezett cserejátékos. - Maximum három cserejátékos. |